# André Labatut
André Labatut (Bordeaux, 18 juli 1891 - aldaar, 30 september 1977) was een Frans schermer gespecialiseerd in het wapen floret.
Labatut won tijdens de Olympische Zomerspelen 1924 in eigen land de gouden medaille met het degenteam en het floret team. In 1920 en 1928 won Labatut olympisch zilver met het floret team.

## Resultaten

### Olympische Zomerspelen
| Jaar | Plaats    | Resultaten             |
| ---- | --------- | ---------------------- |
| 1920 | Antwerpen | floret team 4e floret  |
| 1924 | Parijs    | degen team floret team |
| 1928 | Amsterdam | floret team            |

1908: Alibert, Berger, Collignon, Gravier, Lippmann, Olivier, Stern ·
1912: H. Anspach, P. Anspach, Hennet, Ochs, Salmon, Willems ·
1920: Allocchio, Bozza, Canova, Costantino, Marrazzi, A. Nadi, N. Nadi, Olivier, Thaon di Revel, Urbani ·
1924:  Buchard, Ducret, Gaudin, Labatut, Liottel, Lippmann, Tainturier ·
1928:  Agostoni, Basletta, M. Bertinetti, Cornaggia-Medici, Minoli, Riccardi ·
1932: Buchard, Cattiau, Jourdant, Piot, Schmetz, Tainturier ·
1936: Brusati, Cornaggia-Medici, E. Mangiarotti, Pezzana, Ragno, Riccardi ·
1948: Artigas, Desprets, Guérin, Huet, Lepage, Pécheux ·
1952: Battaglia, F. Bertinetti, Delfino, D. Mangiarotti, E. Mangiarotti, Pavesi ·
1956: Anglesio, F. Bertinetti, Delfino, E. Mangiarotti, Pavesi, Pellegrino ·
1960: Delfino, E. Mangiarotti, Marini, Pavesi, Pellegrino, Saccaro ·
1964: Bárány, Gábor, Kausz, Kulcsár, Nemere ·
1968: Fenyvesi, Kulcsár, Nagy, Nemere, P. Schmitt ·
1972: Erdős, Fenyvesi, Kulcsár, Osztrics, P. Schmitt ·
1976: Edling, Von Essen, Flodström, Högström, Jacobson ·
1980: Boisse, Gardas, Picot, Riboud, Salesse ·
1984: Borrmann, Fischer, Heer, Nickel, Pusch ·
1988: Delpla, Henry, Lenglet, Riboud, Srecki ·
1992: Borrmann, Felisiak, Proske, Resnitstsjenko, A. Schmitt ·
1996: Cuomo, Mazzoni, Randazzo ·
2000: Mazzoni, Milanoli, Randazzo, Rota ·
2004: Boisse, F. Jeannet, J. Jeannet, Obry ·
2008: F. Jeannet, J. Jeannet, Robeiri ·
2016: Borel, Grumier, Jérent, Lucenay ·
2020: Kano, Minobe, Yamada, Uyama ·
2024: Koch, Andrásfi, Siklósi, Nagy
1904: Fonst, Díaz, Van Zo Post ·
1920: Baldi, Costantino, A. Nadi, N. Nadi, Olivier, Puliti, Speciale, Terlizzi ·
1924: Cattiau, Coutrot, de Luget, Ducret, Gaudin, Jobier, Labatut, Perotaux ·
1928: Chiavacci, Gaudini, Guaragna, Pessina, Pignotti, Puliti ·
1932: Bondoux, Bougnol, Cattiau, Gardère, Lemoine, Piot ·
1936: Bocchino, Di Rosa, Gaudini, Guaragna, Marzi, Verratti ·
1948: Bonin, Bougnol, de Buhan, Lataste, d'Oriola, Rommel ·
1952: de Buhan, Lataste, Netter, Noël, d'Oriola, Rommel ·
1956: Bergamini, Carpaneda, Di Rosa, Lucarelli, Mangiarotti, Spallino ·
1960: Midler, Roedov, Sissikin, Svesjnikov, Zjdanovitsj ·
1964: Midler, Sissikin, Sjarov, Svesjnikov, Zjdanovitsj ·
1968: Berolatti, Dimont, Magnan, Noël, Revenu ·
1972: Dąbrowski, Godel, Kaczmarek, Koziejowski, Woyda ·
1976: Bach, Behr, Hein, Reichert, Sens-Gorius ·
1980: Bonin, Boscherie, Flament, Jolyot, Pietruszka ·
1984: Borella, Cerioni, Cipressa, Numa, Scuri ·
1988: Aptsiaoeri, Ibragimov, Koretsky, Mamedov, Romankov ·
1992: Koch, Schreck, Wagner, Weidner, Weißenborn ·
1996: Mamedov, Pavlovitsj, Sjevtsjenko ·
2000: Ferrari, Guyart, Lhotellier, Plumenail ·
2004: Cassarà, Sanzo, Vanni, Zennaro ·
2012: Valerio Aspromonte, Avola, Baldini, Cassarà ·
2016: Achmatchoezin, Safin, Tsjeremisinov ·
2020: Le Péchoux, Lefort, Mertine, Pauty ·
2024: Iimura, Matsuyama, Shikine, Nagano